# Сістебі
Сістебі́ (рос. Систеби, чув. Çиçтĕпе) — присілок у складі Урмарського району Чувашії, Росія. Входить до складу Ковалинського сільського поселення.
Населення — 142 особи (2010; 158 у 2002).
Національний склад:
- чуваші — 97 %